# Wapen van Weesperkarspel
Het wapen van Weesperkarspel werd in 1817 aan de Noord-Hollandse gemeente Weesperkarspel toegekend. Tot die tijd voerde de gemeente een wapen gelijk aan dat van Weesp. Het wapen werd in 1949 aangepast naar aanleiding van de gemeentelijke fusie met de gemeente Bijlmermeer in 1848. Het wapen bleef tot 1966 in gebruik, dat jaar is de gemeente opgegaan in de gemeenten Amsterdam, Weesp, 's-Graveland en Naarden.

## Blazoeneringen
Naar aanleiding van de gemeentelijke fusie heeft de gemeente Weesperkarspel twee wapens gekend.

### Eerste wapen
Het eerste wapen werd op 22 oktober 1817 aan de gemeente toegekend. De blazoenering luidde als volgt:
Zijnde van lazuur beladen met een pal van sabel.
Het wapen was geheel blauw van kleur met daar overheen een zwarte paal. Deze kleurcombinatie is in de heraldiek niet toegestaan, waardoor het wapen een raadselwapen was.

### Tweede wapen
Het tweede wapen werd op 24 oktober 1949 aan de gemeente toegekend. De blazoenering daarvan luidde:
Gevierendeeld: I en IV in azuur een paal van zilver, II en III in zilver een omgewende reiger, staande op een bloedzuiger en ter weerszijden vergezeld van nog 2 afgewende bloedzuigers, alles van sabel. Het schild gedekt met een gouden kroon van 3 bladeren en 2 paarlen.
Het wapen was gecarteleerd met in het eerste (rechtsboven en linksonder, voor de kijker linksboven en rechtsonder) en vierde kwartier het oude maar verbeterde wapen van Weesperkarspel. In de tweede en derde kwartieren het wapen van de gemeente Bijlmermeer bestaande uit een reiger van natuurlijke kleur staande op een zwarte bloedzuiger met aan weerszijden van het dier nog eens een bloedzuiger. De schildhouder van Bijlmermeer is komen te vervallen, wel kreeg de gemeente een gravenkroon op het schild: een kroon bestaande uit drie bladeren waartussen twee parels.

## Vergelijkbare wapens

Het wapen van Bijlmermeer
Het wapen van Weesp

Abbekerk
· Akersloot
· Andijk
· Ankeveen
· Anna Paulowna
· Assendelft
· Avenhorn
· Barsingerhorn
· Beemster
· Beets
· Bennebroek
· Berkenrode
· Berkhout
· Bijlmermeer
· Blokker
· Bovenkarspel
· Broek in Waterland
· Broek op Langedijk
· Buiksloot
· Bussum
· Callantsoog
· De Rijp
· Egmond
· Egmond aan Zee
· Egmond-Binnen
· Graft
·  Graft-De Rijp
· 's-Graveland
· Groet
· Grootebroek
· Grosthuizen
· Haarlemmerliede
· Haarlemmerliede en Spaarnwoude
· Harenkarspel
· Heerhugowaard
· Hensbroek
· Hoogkarspel
· Hoogwoud
· Ilpendam
· Jisp
· Kalslagen
· Katwoude
· Koedijk
· Koog aan de Zaan
· Kortenhoef
· Krommenie
· Kwadijk
· Langedijk
· Leimuiden
· Limmen
· Marken
· Middelie
· Midwoud
· Monnickendam
· Muiden
· Naarden
· Nederhorst den Berg
· Nibbixwoud
· Niedorp
· Nieuwe Niedorp
· Nieuwendam
· Nieuwer-Amstel
· Noord-Scharwoude
· Noorder-Koggenland
· Obdam
· Oosthuizen
· Opperdoes
· Oterleek
· Oude Niedorp
· Oudendijk
· Oudkarspel
· Oudorp
· Petten
· Ransdorp
· Schardam
· Scharwoude
· Schellingwoude
· Schellinkhout
· Schermer
· Schermerhorn
· Schoorl
· Schoten
· Sijbekarspel
· Sint Maarten
· Sint Pancras
· Sloten
· Spaarndam
· Spaarnwoude
· Spanbroek
· Twisk
· Urk
· Ursem
· Veenhuizen
· Venhuizen
· Warder
· Warmenhuizen
· Waverveen
· Weesp
· Weesperkarspel
· Wervershoof
· Wester-Koggenland
· Westwoud
· Westzaan
· Wieringen
· Wieringermeer
· Wieringerwaard
· Wijdenes
. Wijdewormer
. Wijk aan Zee en Duin
· Wimmenum
· Winkel
· Wognum
· Wormer
· Wormerveer
· Zaandam
· Zaandijk
· Zeevang
· Zijpe
· Zuid-Scharwoude
· Zuid- en Noord-Schermer
· Zwaag

Dorpswapens:
Hauwert
· Volendam
· Zwaagdijk-West